# Proțenkî, Hlobîne
Proțenkî (în ucraineană Проценки) este un sat în comuna Sveatîlivka din raionul Hlobîne, regiunea Poltava, Ucraina.

## Demografie
Componența lingvistică a localității Proțenkî
     Ucraineană (96,26%)
     Rusă (2,8%)
     Alte limbi (0,93%)
Conform recensământului din 2001, majoritatea populației localității Proțenkî era vorbitoare de ucraineană (96,26%), existând în minoritate și vorbitori de rusă (2,8%).